# Alicja Bednarek
Alicja Ewa Bednarek, z domu Perlińska (ur. 6 listopada 1983 w Łodzi) – polska koszykarka grająca na pozycji rozgrywającej.

## Życiorys
Wychowanka Widzewa Łódź, z którego w 2001 przeszła do Łódzkiego Klubu Sportowego. Po trzech sezonach spędzonych w Łodzi przeniosła się do MTK Pabianice (kontynuator tradycji Włókniarza, obecnie PTK). Pod koniec pierwszego sezonu w nowych barwach doznała groźnej kontuzji (zerwanie więzadeł w kolanie), co wyeliminowało ją z gry na półtora roku. Na parkiety powróciła w 2006. Po rozpadzie Miejskiego Towarzystwa Koszykówki skorzystała z oferty Katarzynek Toruń, w której grała przez jeden rok. Latem 2008 powróciła do ŁKS-u, gdzie zaczęła odbudowywać swoją formę. Dobry w jej wykonaniu sezon 2009/2010 zaowocował powołaniem do reprezentacji Polski. W latach 2010–2012 broniła barw Lidera Pruszków. Od 2013 roku ponownie przywdziewa koszulkę Widzewa.
Do jej największych sukcesów należą: debiut w reprezentacji Polski w wieku niespełna 21 lat podczas eliminacji Mistrzostw Europy koszykarek (2005) oraz dwa brązowe medale Mistrzostw Polski.
W 2010 poślubiła Aleksandra Bednarka, w 2013 roku została matką.

## Osiągnięcia
Drużynowe
- Brązowa medalistka mistrzostw Polski (2003)

Indywidualne
- MVP I ligi grupy B (2016)[3]
- Powołana do udziału w meczu gwiazd PLKK (2004, 2011, 2012 – nie wystąpiła)
- Zaliczona do I składu I ligi grupy B (2016)[3]
- Liderka PLKK w przechwytach (2004)

Reprezentacja
- Uczestniczka kwalifikacji do Eurobasketu (2005)[4]